# Bages, Pyrénées-Orientales
Bages là một xã thuộc tỉnh Pyrénées-Orientales trong vùng Occitanie phía nam Pháp.
Thị trấn này nằm ở khu vực có độ cao trung bình 17 mét trên mực nước biển.

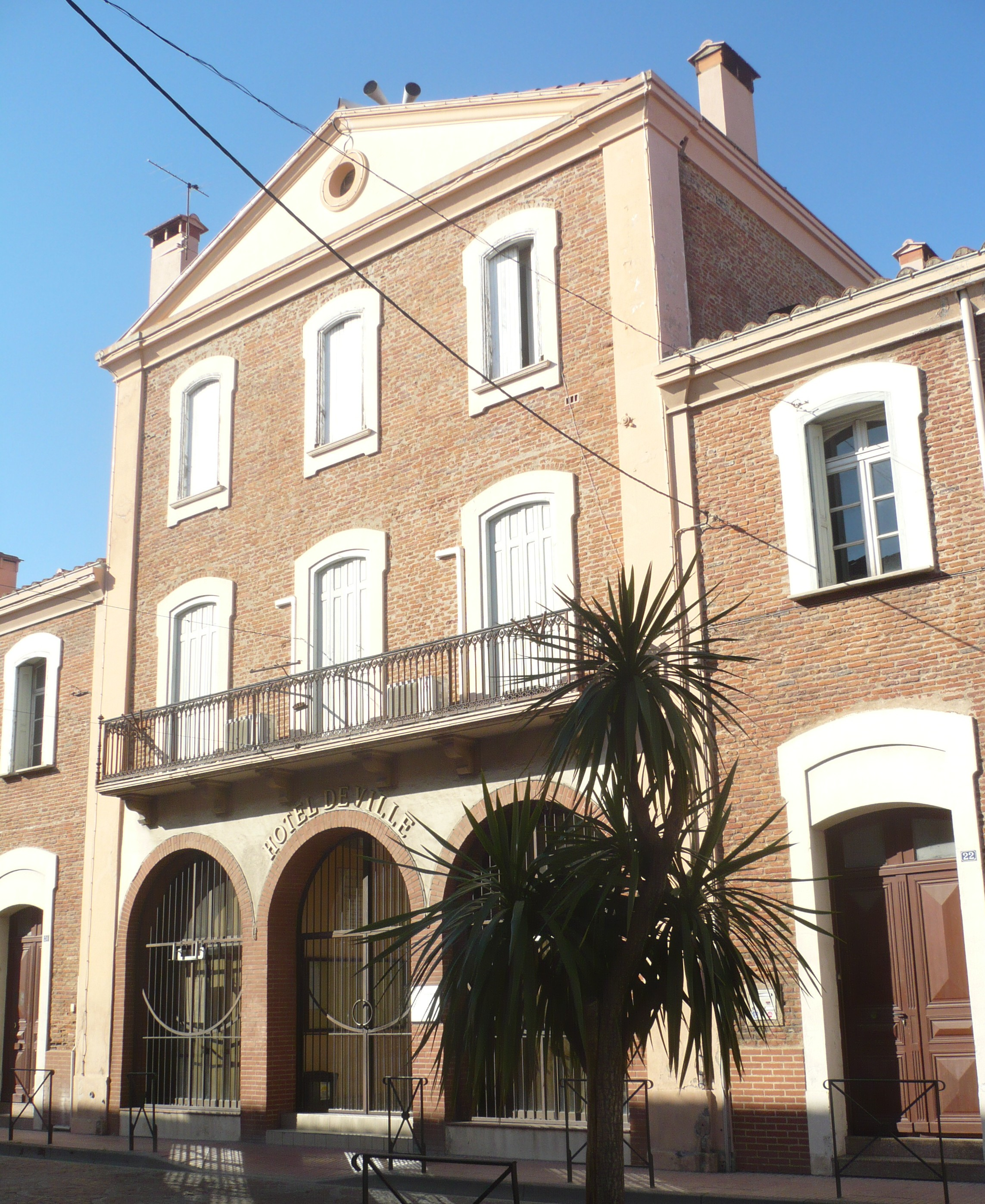
Bages